# 廍子 (臺中市北屯區)
廍子，原寫為廍仔，是臺灣臺中市北屯區的一個傳統地域名稱，位於該區南部偏東。相較於今日行政區，其範圍大致為廍子里不含西部及東北部兩側邊界地帶、民政里西南端。

## 歷史
台灣清治末期至日治初期，廍子地區為一街庄，稱為「廍仔庄」，隸屬於捒東下堡。該庄輪廓略呈正三角形，西及西北與水景頭庄、軍功藔庄為鄰，東北及東與大坑庄為鄰，南邊為三汴庄。
1901年（日治明治三十四年）11月，全台廢縣廳改設二十廳，該庄隸屬於臺中廳。1903年（明治三十六年）6月，該庄編入「二份埔區」，隸屬於臺中廳。1909年（明治四十二年）10月，合併二十廳為十二廳，該庄改編入「三十張犁區」，仍隸屬於臺中廳。1920年（大正九年），全台地方制度大改正，廢十二廳改設五州二廳，該庄改制並雅化為「廍子」大字，隸屬於臺中州大屯郡北屯庄。
戰後北屯庄改制為北屯鄉，隸屬於臺中縣，大字亦改制為村。1947年2月，北屯鄉併入省轄臺中市而改稱北屯區，村亦改制為里。2010年12月，臺中縣市合併為直轄臺中市，北屯區隸屬不變。

## 聚落
本地區發展較早的聚落為廍仔，在日治期初期的官方地圖上已有記載。此外，本地區尚有頭份子、中欣新村等聚落。

## 交通
省道台74線原稱「中彰快速道路」，現稱「快官霧峰線」，是彰化縣快官繞行臺中市區外圍至霧峰的快速道路，大致以北北東—南南西走向經過本地區西南端邊界外不遠處。由該道路向北北東轉北繞大彎轉西可經潭子前往北屯西北部、西屯、南屯、烏日等地，向南南西可前往太平、大里、霧峰等地。
市道129號（廍子路）是石岡區土牛至大里區塗城的道路，大致以東北－西南走向轉北向南蜿蜒經過本地區東北部、中部及南部。由該道路向東北可前往大坑、馬力埔、大湳、新社、土牛並止於省道台3線路口，向南可前往三汴、太平東北部、頭汴坑西端、車籠埔、番子寮（部分路段與塗城交界）、草湖並止於省道台3線另一路口。

## 學校
- 中臺科技大學
- 軍功國民小學
- 廍子國民小學
- 東山國民中學
- 東山高級中學

## 廟宇
- 興安宮
- 大岸福德宮
- 芒果樹福德宮
- 頭份仔福德宮
- 景中福德祠